# Casanova (Miniserie)
Casanova ist eine 2005 erstausgestrahlte dreiteilige Historien-Dramedy-Miniserie von Drehbuchautor Russell T Davies. In der Hauptrolle des Giacomo Casanova waren David Tennant (Royal Shakespeare Company, Doctor Who) und Peter O’Toole (RSC, Lawrence von Arabien) zu sehen. Regie führte Sheree Folkson, die Produktion leitete die Red Production Company im Auftrag der BBC Wales und in Zusammenarbeit mit Granada Television (ITV).

## Übersicht
Russell T Davies erzählt die Legende des italienischen Abenteurers Giacomo Casanova (Venedig, 18. Jhd.), basierend auf dessen eigenen zwölfteiligen Memoiren, mit dem Hauptaugenmerk auf der Liebesgeschichte zwischen Giacomo und Henriette. Ein weiterer Fokus seiner Interpretation des Stoffes liegt auf der Darstellung von Casanovas „Liebe zum weiblichen Geschlecht, das Klugheit und Schönheit vereinigt“. Im Gegensatz zu anderen Frauenhelden bekannter klassischer Legenden (Bsp. Don Juan, ital. Don Giovanni) und darauf basierenden modernen Charakteren (Bsp. Barney Stinson) gibt sich Casanova nicht aus rein egoistischer, lustgesteuerter, ja misogynistischer Motivation seinen Liebesabenteuern hin. Figuren wie Don Juan oder Barney Stinson haben Freude daran, besonders einfältige Frauen auszumachen, mit billigen Tricks zu beeindrucken und zum Sex-Objekt zu degradieren. Das Leben ist ein Spiel für diesen Figurentypus, Frauen die Spielsteine und zu seinem Vergnügen bestimmt. Casanova dagegen scheint ernsthaft fasziniert von den klugen Frauen in seiner Umgebung und gewinnt ihre Zuneigung, indem er ihnen eine Wertschätzung entgegenbringt, die sie in ihrer patriarchal geprägten Lebenswelt sonst nicht zu spüren bekommen. Er verführt sie als ausgezeichneter Zuhörer und belesener Gentleman, er objektiviert oder sexualisiert die Frauen nicht. Es bleibt ihm natürlich das Charakteristikum des archetypischen Frauenhelden, sich niemals lange in einer Beziehung aufzuhalten und stattdessen ständig auf der Jagd nach einem neuen sexuellen Abenteuer zu sein. Auf diese Weise wird er also durchaus seinem Ruf als Herzensbrecher gerecht. Auch dieses Merkmal wird allerdings durch die Darstellung seiner stetig wachsenden Liebe zu und lebenslangen Suche nach Henriette in gewisser Hinsicht relativiert.

## Hintergrund
Die geschäftsführende Produzentin (Exec. Producer) Julie Gardner beauftragte Davies mit dem Stoff noch während ihrer Anstellung bei London Weekend Television (gehört zum Ko-Produzenten ITV Granada Television). 2003 stieg sie jedoch zur Chefredakteurin, dem Head of Drama, der BBC Cymru/Wales auf und vergab den Auftrag erneut an Davies, diesmal aus BBC-Mitteln. Mit demselben Vertrag machte Gardner Davies außerdem zum Verantwortlichen für die überarbeitete Fortführung der 1989 unterbrochenen Kultserie Doctor Who. Davies konnte die Serie als Showrunner (leitender Autor und Exec. Producer) zu neuen Höhen führen und arbeitete weitere fünf Jahre mit Julie Gardner an vier Staffeln, bevor beide den Stab an Steven Moffat und ein neues Produzententeam weiterreichten. In beide Projekte involviert war außerdem der Filmkomponist Murray Gold, mit dem Davies seit 1999 (Queer as Folk) regelmäßig zusammenarbeitet.
Die Besetzung der Hauptrolle erwies sich Davies zufolge als schwierig, doch David Tennant, der bis 2004/2005 hauptsächlich als Mitglied der Royal Shakespeare Company und anderer Theatertruppen Bekanntheit erlangt hatte und verhältnismäßig wenig Filmerfahrung aufwies, überraschte Gardner und Davies bei den Castings und erhielt die Rolle des Casanova umgehend. Der gebürtige Schotte spricht als Casanova mit einem standard-englischen Akzent – gleiches gilt für den Iren Peter O’Toole. Wenige Monate nach der Ausstrahlung übernahm Tennant auch die Hauptrolle in Russell T Davies’ Doctor Who von seinem Vorgänger Christopher Eccleston; Charaktereigenschaften und Sprechweise seines Doktors basieren in Teilen auf seiner Darstellung des jungen Casanova, so auch die Wahl des Akzentes. Für die Science-Fiction-Serie finden aufgrund des hohen Medieninteresses keine öffentlichen Castings statt, einzelne Darsteller werden stets unter strengster Geheimhaltung direkt von der BBC angesprochen. Davies bestätigte, Tennants überzeugende Darstellung des jungen Casanova sei der Grund für die Rollenvergabe des Doktors in Doctor Who gewesen. Tennant verließ die Serie erst 2010 gemeinsam mit Gardner und Davies.
Die erste Ausstrahlung erfolgte ab dem 13. März 2005 auf dem Digitalsender BBC Three, in Folge guter Einschaltquoten wurde die Ausstrahlung bereits am 4. April auf BBC One, dem analogen Hauptsender der öffentlich-rechtlichen Rundfunkanstalt, wiederholt. Im Mai 2005 erschien der Dreiteiler im Vereinigten Königreich (Regionalcode 2) auf DVD. Diese Fassung ist auch im deutschsprachigen Raum abspielbar. In den USA (R-1) und Australien (R-4) wurde die Miniserie 2006 als Zweiteiler ausgestrahlt. Die ungekürzte britische Fassung erschien dort in der Folgewoche, am 17. Oktober 2006, auf DVD.

## Handlung
| Nr. | Titel     | Erstausstrahlung UK | Regie          | Drehbuch         |
| --- | --------- | ------------------- | -------------- | ---------------- |
| 1 | Episode 1 | 13. März 2005       | Sheree Folkson | Russell T Davies |
| Schloss Dux, Böhmen, 1798. Giacomo Casanova, ein mittelloser Bibliothekar in seinen Siebzigern, beginnt, der jungen Küchenhilfe Edith seine Lebensgeschichte zu erzählen. Es folgt ein Zeitsprung, wir erfahren von Casanovas Kindheit und seinen bescheidenen Anfängen als Sohn eines Schauspielers in Venedig. Als junger Mann studiert er Theologie, wird jedoch vom Priesterseminar ausgeschlossen. Er trifft und verliebt sich in Henriette, auf deren Hand der Herzog von Grimani einen Anspruch erhebt. Der vielseitig interessierte Casanova verdient seinen Lebensunterhalt durch seine Schlagfertigkeit und als Esoteriker; durch eine gute Tat am wohlhabenden Bragadin gelangt er zu plötzlichem Reichtum. Bragadin bietet ihm an, ihn zu adoptieren (und damit zum Erben seines Vermögens zu machen), Henriette nimmt seinen Heiratsantrag an. Grimani ist außer sich vor Zorn und lässt Casanova wegen Hexerei verhaften, er kann jedoch aus dem Gefängnis fliehen und die Stadt verlassen. |           |                     |                |                  |
| 2 | Episode 2 | 20. März 2005       | Sheree Folkson | Russell T Davies |
| Casanova flieht mit seinem jungen, illegitimen Sohn Giac und seinem treuen Diener Rocco aus Venedig. Von den Botschaftern Venedigs im Ausland kann er sich eine Begnadigung erhoffen, daher reist er nach Paris, wo er eine Zeit am Königshof verbringt. |           |                     |                |                  |
| 3 | Episode 3 | 27. März 2005       | Sheree Folkson | Russell T Davies |
| Der junge Casanova befindet sich nun in London, wo er Henriette erneut erspäht und sich am britischen Hof einschleichen kann. Auf Henriettes Spuren folgt die Weiterreise nach Neapel, wo er auf eine alte Freundin trifft. Nach wie vor lebt Casanova von seinem schnellen Verstand, gewinnt und verliert immer wieder Vermögen und ist sich für keine Herausforderung und keinen Wettbewerb zu schade, doch sein Lebensziel sieht er stets darin, die Liebe seines Lebens Henriette wiederzufinden. Wir kehren zurück in die Gegenwart (sprich, das Jahr 1798), in der Edith erkennt, dass Casanova schwer krank ist. Sie kennt Henriette und weiß, dass sie bereits sechs Monate zuvor verstarb, doch den sterbenden Casanova lässt sie in dem Glauben, sie habe seinen Brief erhalten, sei auf dem Weg zu ihm und träfe jeden Augenblick im Schloss ein. Der alte Mann stirbt mit einem Lächeln. Die Folge schließt mit einer Sequenz des tanzenden jungen Liebespaares, im Tode endlich vereint.     |           |                     |                |                  |

## Besetzung
- David Tennant als Giacomo Casanova
  - John Sandilands als fünfjähriger Giacomo Casanova
  - Zachary Fox als elfjähriger Giacomo Casanova
- Peter O’Toole als alter Giacomo Casanova (Erzähler)
- Tom Burke als 20-jähriger Giac Casanova
  - James Holly als sechsjähriger Giac Casanova
  - Brock Everitt Elwick als elfjähriger Giac Casanova
- Laura Fraser als Henriette
- Rupert Penry-Jones als Grimani
- Nina Sosanya als Bellino
- Shaun Parkes als Rocco
- Rose Byrne als Edith
- Freddie Jones als Bragadin

Die Comedians Matt Lucas, Mark Heap, Simon Day und Matthew Holness haben je einen Cameo-Auftritt in der Miniserie.

## Rezeption und Auszeichnungen
Der Dreiteiler fand sowohl bei Kritikern als auch bei Zuschauern Anklang. Von der Royal Television Society (RTS) wurde er 2005 zweifach ausgezeichnet, für die beste Kameraführung/Beleuchtung/Kameraregie und die beste Kostümierung. 2006 erhielt er drei BAFTA-Nominierungen für die beste Musik, die beste Maske und den besten Filmschnitt, sowie jeweils eine für den Broadcasting Press Guild Award (Bester Schauspieler: David Tennant) und den Satellite Award (Beste Miniserie).
Aus 4.115 Zuschauerangaben schloss die Internet Movie Database (IMDb) eine mittlere Bewertung von 8,0/10 Sternen. Genau ein Drittel der Zuschauer vergab sämtliche zehn, nur 6,2 % fünf oder weniger Sterne. Die Bewertungen waren über alle Altersstufen hinweg konstant, Frauen bewerteten die Miniserie altersunabhängig im Schnitt um etwa 0,4 Sterne mehr als Männer. Bei der Einzelbewertung der drei Episoden zeigte sich kein Unterschied zwischen den Teilen der Miniserie, von maximal zehn Sternen erhielt Teil 1 in 63 Bewertungen durchschnittlich 8,9 Sterne, Teil 2 in 53 Bewertungen 8,8 und Teil 3 abermals 8,9 Sterne in 56 Wertungen. Metacritic schloss aus den Rezensionen von sieben Kritikern einen sogenannten MetaScore von 67 %, aus 14 Zuschauerwertungen ergab sich dagegen ein MetaScore von 82 %.